# Herb powiatu jędrzejowskiego
Herb powiatu jędrzejowskiego – jeden z symboli powiatu jędrzejowskiego, autorstwa Jerzego Michty, ustanowiony 5 kwietnia 2001.

## Wygląd i symbolika
Herb przedstawia na tarczy w polu błękitnym kroczącego srebrnego gryfa wspiętego, zwróconego w prawą stronę, ze złotym dziobem, językiem i złotymi szponami, z czerwoną mitrą na głowie, trzymający w szponach podwójny złoty krzyż patriarchalny, krzyż świętokrzyskich benedyktynów.
Mitra i gryf to nawiązanie do rodu Gryfitów i fundatorów klasztoru Ojców Cystersów w Jędrzejowie; krzyż patriarchalny jest wspólnym elementem z herbem województwa świętokrzyskiego.